# Century (groupe)
Pour les articles homonymes, voir Century.
 (novembre 2020).
Si vous disposez d'ouvrages ou d'articles de référence ou si vous connaissez des sites web de qualité traitant du thème abordé ici, merci de compléter l'article en donnant les références utiles à sa vérifiabilité et en les liant à la section « Notes et références ».
Century est un groupe de musique français des années 1980.
Il est notamment connu pour son tube Lover Why, sorti en 1985 chez Clever (distribution Carrère).

## Biographie
Créé en 1985 par Jean-Louis Rodriguez (sous le nom Jean-Louis Milford), claviériste-chanteur de pop et de rock dans de nombreux orchestres de bal de la région marseillaise, et Jean Duperron (sous le nom John Wesley), également claviériste, Century est à l'origine composé, en plus de ses deux fondateurs, de Pierre Gauthé à la guitare, Jean-Yves Brard, à la basse et Christian Portes à la batterie. Cette formation enregistre leurs deux premiers 45 tours, Lover Why et Jane, dont le premier sera leur plus gros succès à l'automne 1985 (7 semaines à la 1re place du Top 50). Il est toujours présent sur de nombreuses compilations des années 1980. 
Lorsque John Wesley quitte Century au printemps 1986, Jean-Do Sallaberry intègre le groupe comme guitariste. Eric Traissard et Laurent Cokelaere remplacent respectivement Pierre Gauthé et Jean-Yves Brard juste avant l'enregistrement de leur premier album intitulé ...And Soul It Goes en mai/juin 1986. L'album, entièrement écrit par Jean-Louis Milford (musiques) et Paul Ives (textes), est enregistré à Bruxelles puis mixé à Paris avant de sortir à l'automne 86. Trois chansons extraites de cet album, Lover Why, Jane et  Gone with the Winner font une excellente carrière de par le monde et deviennent de très grands hits en Amérique Centrale et du Sud, notamment au Brésil.
En 1987, Century entreprend l'écriture et l'enregistrement de son second album Is It Red ?. Au printemps, le groupe entame une tournée européenne, commençant par le Portugal où le groupe est numéro 1 des charts[réf. nécessaire]. Malheureusement victime d'une escroquerie et d'une incompatibilité professionnelle avec son manager[réf. nécessaire], le groupe doit interrompre sa tournée et met à mal les finances de Jean-Louis Milford, seul producteur du groupe. Ce dernier ne dépose pas le bilan et règle toutes les dettes professionnelles en nom propre, se privant ainsi de tout l'oxygène nécessaire à la survie du groupe. Les États-Unis sont intéressés pour signer le groupe mais l'impossibilité d'enregistrer trois autres titres supplémentaires pour obtenir une signature définitive devient réelle et cruelle. Il faudra attendre un an de plus pour finir l'album, qui devient disque d'or au Portugal, est édité en Amérique du Sud, mais ne sort pas en France pour des raisons de politique commercial[réf. nécessaire].
En 1988, Laurent Cokelaere part vers d'autres horizons professionnels et est remplacé par Fred Payonne. Christian Portes quitte également le groupe et est remplacé par Jean-Jacques Grall.
En 1989, augmentée de Frédéric Thibaut aux claviers, la formation reprend les répétitions et enregistre les maquettes de quelques nouvelles chansons, avant de finalement se séparer à la fin de l'été.
Dans les années 1990, Jean-Louis Milford épaulé de Eric Traissard à la guitare, et entouré de Paul Ives et de Francis Nugent Dixon aux paroles, enregistrent deux albums produits par John Wesley dans son propre studio. Le premier, Rumours of Yesterday, sort en 1992, dont est extrait le single So Long. En 1996 sort le second album intitulé CENTURY IV. Dans les années 2000, Jean-Louis Milford change la formule de Century, avec un ami guitariste de longue date, possédant son propre studio d'enregistrement, Thomas Richard. Entourés d'un batteur et d'un bassiste additionnels (connus en Provence pour avoir accompagné plusieurs d'artistes et joué dans beaucoup d'orchestres de rock ou de variétés), ils créent le double album Timeless, toujours sans sortie commerciale en France. Victime d'un problème de santé, Jean-Louis Milford met alors fin à la carrière du groupe[réf. nécessaire].

## Membres

### 1985
(période Lover Why et Jane)
- Jean-Louis Milford : chant, claviers
- John Wesley : claviers
- Pierre Gauthé : guitare
- Jean-Yves Brard : basse
- Christian Portes : batterie

### 1986-1987
(période ...And Soul It Goes, tournée 87, et début de Is It Red ?)
- Jean-Louis Milford : chant, claviers
- Jean-Do Sallaberry : guitare
- Eric Traissard : guitare
- Laurent Cokelaere : basse
- Christian Portes : batterie
- Arnaud Dunoyer de Segonzac : claviers additionnels

### 1988-1989
(période Is It Red ?)
- Jean-Louis Milford : chant, claviers
- Jean-Do Sallaberry : guitare
- Eric Traissard : guitare
- Fred Payonne : basse
- Christian Portes : batterie
- Arnaud Dunoyer de Segonzac : claviers additionnels
- Jean-Jacques Grall : batterie (1989)
- Frédéric Thibaut : claviers additionnels (1989)

### 2006
(reformation)
- Jean-Louis Milford (Jean-Louis Rodriguez) : chant, claviers
- Thomas Richard (Richard Père) : guitares
- Philipp Sanders (Philippe Pisani) : Batterie
- Stephen Pisani (Stéphane Pisani)  : Basse

## Discographie

### Albums
- 1986 - ...And Soul It Goes
- 1988 - Is It Red ?
- 1992 - Rumours of Yesterday
- 1996 - CENTURY IV
- 2006 - Timeless (Double LP)

### Singles
- 1985 - Lover Why / Rainin' In The Park
- 1986 - Jane / Help Me Help
- 1986 - Gone With The Winner / The Day The Water Dried
- 1986 - Self Destruction / Fly Me To The Ground
- 1988 - This Way to Heaven
- 1992 - So Long